# Heterosperma
Heterosperma es un género de plantas fanerógamas perteneciente a la familia de las asteráceas. Comprende 20 especies descritas y  solo 6 aceptadas. Se distribuye desde Estados Unidos hasta Nicaragua.

## Descripción
Son hierbas anuales muy ramificadas; tallos ligeramente pilosos a glabros. Hojas opuestas, 2–4 cm de largo, profundamente pinnadas en 3–5 lobos enteros, glabros, los lobos lineares; pecíolos ciliados, connados y envainadores en los nudos de los tallos. Capitulescencias solitarias o apareadas, con pedúnculos largos; capítulos radiados; filarias en 2 series, las exteriores lineares, ca 5 mm de largo, ciliadas, verdes, las internas estriadas, ovadas, no más largas que las exteriores, cafés o rojo obscuras; páleas con apariencia de filarias internas pero más angostas, persistentes después de la caída de los aquenios; flósculos del radio ca 3, fértiles, las lígulas de 1–1.5 mm de largo, amarillas; flósculos del disco 6–9, perfectos y fértiles, las corolas amarillas. Aquenios del radio y exteriores del disco profundamente cupuliformes adaxialmente (hacia el centro del capítulo), suberoso-marginados, no realmente alados y con una costilla suberosa adaxialmente, no completamente rostrados, negros, sin vilano; aquenios centrales de los 3–4 (–8) flósculos más internos del disco angostamente suberoso-marginados y con frecuencia desarrollando un rostro prominente, aplanado, 1–4 mm de largo, antrorso-escabroso, coronados por un vilano de 2 aristas retrorso-escabrosas.

## Taxonomía
El género fue descrito por Antonio José de Cavanilles y publicado en Icones et Descriptiones Plantarum 3(2): 34. 1794[1795-1796]. La especie tipo es: Heterosperma pinnatum Cav.

## Especies aceptadas
A continuación se brinda un listado de las especies del género Heterosperma aceptadas hasta junio de 2012, ordenadas alfabéticamente. Para cada una se indica el nombre binomial seguido del autor, abreviado según las convenciones y usos.
- Heterosperma achaetum S.F.Blake
- Heterosperma nanum (Nutt.) Sherff
- Heterosperma ovatifolium Cav.
- Heterosperma pinnatum Cav.
- Heterosperma tenuisectum (Griseb.) Cabrera
- Heterosperma xanti A.Gray